# Vít Chaloupka
Vít Chaloupka (* 1960) je bývalý český kulturista a státní trenér české reprezentace fitness, nyní[kdy?] dietolog, fitness konsultant a autor knih o zdravé výživě.

## Život
Vít Chaloupka je absolvent umělecko-průmyslové školy a absolvent Institutu tělesné kultury.

### Soutěžení
V letech 1986–1990 se zúčastnil mnoha kulturistických soutěží, se ziskem titulu Mistr republiky na mistrovství Československé republiky v kategorii do 165 cm (1990) za federaci IFBB a vítězství Evropského poháru v kulturistice federace NABBA (taktéž 1990). Soutěžit mohl i nadále, ale přišla Sametová revoluce a on dostal nabídku na zhotovení fit-centra v nově otevřeném sportovním komplexu v Praze-Průhonicích.
Nadále pokračoval jako trenér. Mezi jím vytrénované závodníky patří: Tonda Bautz, Petr Král, Radek Daneš, Pavel Vitha, Bohdana Melecká, Alexandra Tóthová, Gabriela Kubešová, Bára Mrázková či Tomáš Mandík.

### 80. léta
V 80. létech se Vít Chaloupka živil jako vekslák, pracoval například v hotelu Evropa. Podepsal spolupráci s StB.
V roce 1993 se Vít Chaloupka rozvedl a z manželství mají 2 děti, Lucii (* 1987) a Lukáše (* 1985). Druhá žena, Šárka Konvičková, soutěží ve fitness, spolu mají syna Adama (* 1994). Rozešli se v roce 1998. Syn Adam se stal v 10 letech mistr republiky, mistr Evropy a později i mistr světa v disko tancích (elektro bugy, break dance a hip hop).
Vít Chaloupka se dále stal členem výkonného výboru Svazu kulturistiky a fitness ČR (1999–2001), tiskovým mluvčím Svazu kulturistiky a fitness (1999–2001), státním trenérem české reprezentace fitness (1998–2001).

### Po roce 2000
Po ukončení funkce trenéra státní reprezentace dostává nabídku práce na ministerstvu zahraničních věcí v Toskánském paláci. Jeho zákazníky se stávají Cyril Svoboda a jeho kabinet. Při pražském summitu NATO v roce 2002 musel jako fitness konzultant projít obrovskou bezpečností prověrkou a setkal se s Tony Blairem a Georgem Bushem. Potkal se také s Jaroslavem Tvrdíkem a Vladimírem Špidlou.

### Současnost
Nyní [kdy?] Vít Chaloupka pracuje v pražském fit-centru Form Factory jako vedoucí trenérů a mezi jeho klienty patří nebo patřili: Kateřina Kornová, Martin Dejdar, Jitka Asterová, Alena Šeredová, Václav Neckář, Pavel Poulíček, Karel Svoboda, Slávek Boura, Peter Nagy, Vítězslav Jandák, Jakub Třasák, Zora Jandová, Kateřina Brožová, Vít Pokorný, Jana Boušková, Petr Kostka, Carmen Maierová, Jana Švandová, Lucie Bílá, Lucie Výborná, Pavel Svoboda, Vendula Svobodová, Michal David, Sagvan Tofi, Dalibor Janda, Magda Malá, Helena Vondráčková, Petra Černocká, Pavel Kuka, Richard Žemlička, Yemi A.D., Naďa Urbánková, Jiří Krampol, Petr Novotný atd.
Vede dětský tábor u Blatné v Buzicích, kde mu pomáhala i manželka Stanislava Grosse Šárka a to i finančně přes nadaci Diamant dětem, což kritizoval poslanec Ing. Miroslav Beneš. Peníze však nešly táboru, ale dětskému domovu do Žatce, které nyní tábor navštěvují.
Ve svých knihách i jinde je propagátor dělené stravy.